# Partido Progreso Social Democrático
El Partido Progreso Social Democrático (abreviado como PPSD o PSD) es un partido político socialdemócrata costarricense. Fue fundado en 2018. Actualmente se ubica en el aspecto político en la derecha.   
El partido obtuvo la presidencia mediante la candidatura del exministro de Hacienda y actual presidente de Costa Rica, Rodrigo Chaves Robles con la periodista y diputada Pilar Cisneros Gallo como cabeza de lista, aunque ambos se distanciarían del partido poco después.

## Trasfondo
El partido fue creado en 2018 por Luz Mary Alpízar Loaiza, quien fue originalmente parte del Partido Nueva Generación. En el ámbito económico, el partido nació bajo la idea de que el estado en conjunto con el mercado no son excluyentes y que deben trabajar en equipo. Cree en que pueden converger los principios de un sistema económico capitalista y las demandas genuinas de los habitantes de Costa Rica. Cree que se puede trabajar en un marco de pleno respeto y apego a la institucionalidad democrática, pues cree en el desarrollo o progreso del sector privado de manera sostenida y responsable.
Para las elecciones de 2022, el partido sirvió como vehículo para las aspiraciones presidenciales de Rodrigo Chaves. Chaves fue nombrado ministro de Hacienda de Costa Rica en 2019, pero su estadía como ministro duró solo 7 meses, debido a conflictos con el presidente de turno, Carlos Alvarado. Luego de su retiro del gobierno, su activismo político ha tenido críticas muy duras con la gestión de la administración de Alvarado. Se ha puesto como una figura del descontento a los gobiernos del PAC.
También ha tenido respaldo de la periodista y activista política Pilar Cisneros, conocida por sus críticas contra la corrupción y las diferentes administraciones en la prensa. Cisneros fue postulada por este partido como diputada para San José y a posterior lograría ser diputada electa por dicha provincia.
En el recorrido de sus primeras elecciones, donde logró sorpresivamente alcanzar el segundo lugar, agregado que ningún partido consiguió el 40% necesario para ganar la elección presidencial, volviéndose así el quinto partido en lograr llegar a una segunda ronda en la historia electoral de Costa Rica y el de menos tiempo desde su fundación en lograrlo.
Consecuentemente, lograría ganar la segunda vuelta electoral en 2022, consiguiendo la presidencia y el poder ejecutivo por primera vez, siendo así Rodrigo Chaves electo como el cuadragésimo noveno presidente y sexto partido en lograr la presidencia desde la Guerra Civil de Costa Rica de 1948.
El Partido Progreso Social Democrático (PPSD) y su candidato presidencial, Rodrigo Chaves, se vieron envueltos en una controversia significativa durante la campaña electoral de 2022. El tema central de esta controversia fue el uso de un fideicomiso privado para financiar la campaña de Chaves, lo cual podría contravenir la legislación costarricense. Según las normas establecidas, los fondos de campaña deben ser gestionados a través de las cuentas bancarias de los partidos políticos, y el fideicomiso utilizado por Chaves no fue reportado al Tribunal Supremo de Elecciones (TSE), lo que generó sospechas sobre la transparencia y legalidad de estos fondos.
La Fiscalía General de Costa Rica inició una investigación sobre el origen y el uso de estos fondos, ya que la legislación electoral costarricense exige que todos los aportes y gastos de campaña sean manejados a través de cuentas bancarias oficiales del partido político correspondiente, con el fin de garantizar la transparencia y el cumplimiento de las normas electorales.
Durante la campaña, Chaves y el PPSD enfrentaron numerosos enfrentamientos con la prensa, a la cual acusaron de parcialidad y de intentar sabotear su candidatura. Los críticos señalaron que el uso de un fideicomiso privado no solo violaba las normas electorales, sino que también socavaba la confianza pública en el proceso electoral y en la transparencia del financiamiento de las campañas políticas.

## Ideología
Según Chaves, la ideología del partido expresa que desea bajar los impuestos, pero mantener políticas sociables sostenibles, también ayudar a las empresas y dar beneficios a los agricultores yendo en contra de los monopolios, promover mejoras en el precio de la cesta de la compra —en productos como el arroz— y estar en contra de la excesiva burocracia en los trámites con las instituciones. También pretende reducir el gasto público cerrando organismos gubernamentales.
En el ámbito social y ambiental, afirma que su gobierno luchará contra el altísimo nivel de paro con una mejora de la inversión en un turismo más competitivo, afirma que no está en contra de la legalización de la marihuana, ya que trae beneficios económicos y sociales, pero afirma tener una percepción desfavorable de la despenalización del aborto.
Se ha visto a favor de la minería, cerrar algunas instituciones estatales, romper ciertos monopolios de instituciones públicas y llevar a referéndum ciertos temas sociales como la eutanasia, pensiones y el aborto legal, donde ha recibido críticas de inconstitucionalidad, populista o autoritario.

## Conflicto y quiebre interno
Desde la toma de posesión de los diputados del PPSD en la Asamblea Legislativa 2022-2026, nueve de los diez diputados electos mostraron una clara identificación con el presidente de la República, Rodrigo Chaves, más como líder político individual que con la organización partidaria que los llevó al poder. Esto los alejó de la presidenta del partido, Luz Mary Alpízar, y resultó en que fueran reconocidos más como la fracción oficial del gobierno que como parte del PPSD.
El conflicto interno escaló cuando los diputados, considerados de facto disidentes, fueron acusados de alinearse con movimientos chavistas y rodriguistas, impulsando su renuncia figuras como Pilar Cisneros, Ada Acuña, Daniel Vargas, Paola Nájera, Alexander Barrantes y María Marta Padilla.
El 12 de diciembre, mediante una carta al Directorio, la diputada Padilla indicó su respeto por la decisión del PPSD y admitió su apoyo al partido Aquí Costa Rica Manda, siendo declarada diputada independiente el 13 de diciembre.
Para 2023, los partidos Pueblo Soberano y Aquí Costa Rica Manda se identifican con el presidente Rodrigo Chaves. Para las elecciones municipales, el panorama muestra tres partidos oficialistas o afines al gobierno: Progreso Social Democrático, Pueblo Soberano y Aquí Costa Rica Manda, todos con vínculos con Chaves.
El quiebre también tiene raíces en disputas sobre financiamiento y lealtades políticas. Un informe reciente reveló que durante la campaña del PPSD operaron estructuras paralelas de financiamiento, lo cual aumentó las tensiones internas.
A pesar de las fracturas, la fracción oficialista busca mantener una unidad en el Congreso, aunque las discrepancias entre Luz Mary Alpízar y los diputados afines a Chaves persisten, mostrando un distanciamiento tanto personal como programático. Pues de nueve diputados, de los diez electos, estaban totalmente identificados más con el presidente de la República, como persona, como líder político, que con la organización partidaria que los había llevado a las diputaciones; alejados partidariamente de la propia Presidenta del Partido Progreso Social Democrático. Se ha reconocido como la fracción oficial de Gobierno, más que como fracción del Partido Progreso Social Democrático.
En el conflicto interno que tiene el partido con los diputados, de facto disidentes del partido, estos son los del Partido Progreso Social Democrático y adscritos a los partidos rodriguistas o chavistas y hasta la renuncia que se están impulsando con diputados como Pilar Cisneros, Ada Acuña, Daniel Vargas, Paola Nájera, Alexander Barrantes y María Marta Padilla.
Mediante una carta remitida al Directorio, el 12 de diciembre, la diputada Padilla indicó que respetaba la decisión de Progreso Social Democrático y admitió su responsabilidad al apoyar al Partido Aquí Costa Rica Manda, y el 13 de diciembre, el Directorio Legislativo acogió la solicitud de separación y desafiliación de la diputada María Marta Padilla Bonilla, declarándose diputada independiente.
Para 2023, hay dos partidos que se identifican con el presidente Rodrigo Chaves, los partidos Pueblo Soberano y Aquí Costa Rica Manda. Sería para las elecciones municipales existan tres partidos oficialistas o afines al gobierno, Progreso Social Democrático, Pueblo Soberano y Aquí Costa Rica Manda, que de una u otra manera se expresan identificados con Rodrigo Chaves.  Aunque el Gobierno de Chaves ha creado una desvinculación lenta y pausada, pero no contundente u oficialmente con el partido, pero roces entre Luz Mary Alpizar como presidenta del partido y Rodrigo Chaves que muestran esta fractura mantenerse.

## Resultados electorales

### Elecciones presidenciales
|  | 16.78 % |

|  | 52.80 % |

### Presidentes de la República
| Nombre (Nacimiento-muerte) | Nombre (Nacimiento-muerte)    | Imagen | Período en el cargo | Período en el cargo |
| Nombre (Nacimiento-muerte) | Nombre (Nacimiento-muerte)    | Imagen | Inicio              | Final               |
| -------------------------- | ----------------------------- | ------ | ------------------- | ------------------- |
|                            | Rodrigo Chaves Robles (1961-) |        | 8 de mayo de 2022   | 8 de mayo de 2026   |

### Elecciones legislativas
| Año  | Asamblea | Asamblea         | Asamblea |
| Año  | Votos    | %                | Escaños  |
| ---- | -------- | ---------------- | -------- |
| 2022 | 312,120  | \| \| 15.04 % \| | 10/57    |
|      | 15.04 %  |                  |          |

### Elecciones municipales
| Año  | Alcaldías |
| ---- | --------- |
| 2024 | 2/84      |

### Diputados
| N.º | Provincia  | Nombre                       |
| --- | ---------- | ---------------------------- |
| 1   | San José   | Pilar Cisneros Gallo         |
| 2   | San José   | Julio Ubaldo Agüero Sanabria |
| 3   | San José   | Luz Mary Alpízar Loaiza      |
| 4   | San José   | Manuel Esteban Morales Díaz  |
| 5   | Alajuela   | Jorge Antonio Rojas López    |
| 6   | Cartago    | Paola Nájera Abarca          |
| 7   | Heredia    | Ada Gabriela Acuña Castro    |
| 8   | Guanacaste | Daniel Gerardo Vargas Quirós |
| 9   | Puntarenas | Alexander Barrantes Chacón   |